# Exile Rock
Der Exile Rock ist ein kleiner Klippenfelsen im Archipel der Heard und McDonaldinseln im südlichen Indischen Ozean. Er liegt etwa  2 km westlich des Kap Arkona der Insel Heard.
Namensgeber des Felsens ist der US-amerikanische Tender Exile aus New London, Connecticut, der die Insel Heard 1855 zur Robbenjagd angesteuert hatte.